# Inman, South Carolina
Inman är en ort i Spartanburg County i South Carolina. Vid 2010 års folkräkning hade Inman 2 321 invånare.